# Des salopes et des anges
Des salopes et des anges est une bande dessinée scénarisée par Tonino Benacquista, dessinée par Florence Cestac et parue en octobre 2011 chez Dargaud. Le récit met en scène trois femmes qui veulent pratiquer l'interruption volontaire de grossesse en 1973 ainsi que les luttes politiques autour de la loi dépénalisant l'interruption volontaire de grossesse.

## Synopsis
Les cinq premières pages présentent l'avortement volontaire au fil des siècles, dans ses implications sociales, médicales et législatives. Le récit se centre sur les destins croisés de trois héroïnes en 1973. Maïté, sténodactylo, voit son compagnon la quitter lorsqu'il apprend sa grossesse. Anne-Sophie, mariée et mère de deux enfants, issue d'un milieu aisé, se trouve enceinte de son amant. Odile, militante, constate qu'elle attend un bébé. Toutes trois se rendent à Londres pour avorter, via le réseau du Mouvement pour la liberté de l’avortement et de la contraception. L'amant de Maïté, Jean-Paul, accablé de scrupules, cherche à rejoindre son amante pour garder leur enfant et n'y parvient que trop tard. Odile choisit finalement de garder son bébé et de l'élever. Les deux autres reviennent à Paris. La narration se focalise ensuite sur l'action de Simone Veil et les débats passionnés autour de l'IVG à l'Assemblée nationale,. Les trois héroïnes restent amies au fil du temps, chacune ayant suivi une trajectoire différente.

## Genèse de l'œuvre
Le titre fait allusion au célèbre manifeste des 343 femmes déclarant avoir eu recours à l'avortement et réclamant la liberté d'avorter, publié en 1971 dans L'Obs, ; se ralliant à leurs revendications, le journal satirique Charlie Hebdo titre en une « Qui a engrossé les 343 salopes du manifeste sur l'avortement ? ». Le nom est resté, dans le langage courant, comme le « manifeste des 343 salopes ». Les « anges » font allusion aux femmes pratiquant des avortements clandestins, surnommées « faiseuses d'anges ».
Florence Cestac et Tonino Benacquista sont amis. Lors d'une conversation, il écoute les récits d'avortements clandestins de la part de femmes de la même génération que Cestac. Il se documente et rencontre des témoins puis il propose le scénario à la dessinatrice. Pour les besoins de la narration, elle dessine des voitures et des cars, alors qu'elle déteste mettre en image ces objets.
L'ouvrage est dédié à Simone Veil qui, pendant ses fonctions de ministre sous la présidence de Valéry Giscard d'Estaing, a lutté pour obtenir la loi dépénalisant l'interruption volontaire de grossesse. Cestac voue un profond respect à l'ancienne ministre.

## Analyse
Florence Cestac, qui a reçu le grand prix de la ville d'Angoulême en 2000, a créé plusieurs ouvrages dépeignant avec humour la situation des femmes dans la société, comme Le Démon de midi en 1996, La Vie en rose ou l'Obsessionnelle Poursuite du bonheur (1998), qui revisite « les mythes de la vie au féminin », ou Le Démon d'après midi....
Fidèle à son style habituel, Florence Cestac emploie pour Des Salopes et des Anges un trait rond et les personnages sont dotés d'un gros nez. Ce dessin permet de traiter sans le dramatiser ce sujet sensible, ce qui était l'effet désiré. L'album présente en outre une dimension didactique, rappelant aux jeunes le contexte et les luttes politiques autour de la dépénalisation de l'IVG. Ce sujet grave gagne à être abordé par l'humour des dialogues, sous l'angle d'une « comédie sociale », qui pourtant ne banalise pas le propos de fond. Cette dimension à la fois humoristique et didactique est relevée dans plusieurs analyses,,,.

## Postérité
Dans le sillage de l'œuvre, Cestac participe à la Journée internationale de lutte des femmes pour leurs droits lors d'un débat sur l'interruption volontaire de grossesse en 2014 et déclare : « Je viens témoigner de ce que j'ai vécu, dans une époque où les droits des femmes stagnent ou même régressent ».
Dans l'ouvrage, lorsque les auteurs développent la carrière d'Anne-Sophie après l'IVG, une case comporte un buste de Marianne dessiné selon le style personnel de Florence Cestac. Le sculpteur Jean-Marie Pigeon propose à l'auteure d'en réaliser une version réelle. Douze exemplaires sont fabriqués : cette Marianne est dotée d'un gros nez et de formes généreuses. La mairie de la ville d'Angoulême fait l'acquisition d'un buste pour décorer sa salle des mariages, d'autres sont achetés par des collectionneurs,.

#### Presse généraliste
- « Rencontre entre chien et loup avec Tonino Benacquista et Florence Cestac », sur France Inter, 23 octobre 2011
- « Des salopes et des anges, BD RTL du mois d'octobre », sur RTL, 25 octobre 2011
- V.G, « Des salopes et des anges », sur focus.levif.be, 13 octobre 2011
- Jean-Claude Loiseau, « Une affaire de femmes », Télérama,‎ 12 octobre 2011 (lire en ligne)
- « Florence Cestac, illustratrice de la BD Des salopes et des anges », sur rts.ch
- Florence Cestac (interviewée) et Laurence Houot, « "Regards de femme" en BD : rencontre avec Florence Cestac, une pionnière », sur culturebox.francetvinfo.fr, 21 mars 2014
- La rédaction, « Et aussi... Benacquista féministe », Aujourd'hui en France,‎ 16 octobre 2011
- La rédaction, « Les faiseuses d'anges », Paris-Normandie,‎ 16 octobre 2011
- La rédaction, « Des bulles... Anges et salopes », L'Est républicain,‎ 26 novembre 2011
- Florence Cestac (interviewée) et Michel Pralong, « Elles prenaient le car pour avorter en cachette », 24 Heures,‎ 19 octobre 2011

#### Ressources bédéphiles
- « Des salopes et des anges », sur Cité internationale de la bande dessinée et de l'image
- Benoît Cassel, « Des Salopes et des anges », sur Planète BD, 16 octobre 2011
- A. Perroud, « Des Salopes et des anges », sur BD Gest, 23 janvier 2012
- « Des salopes et des anges », sur Tout en BD, 5 novembre 2011